# (765) Mattiaca
(765) Mattiaca est un astéroïde de la ceinture principale.

## Caractéristiques
Il a été découvert le 26 septembre 1913 par l'astronome allemand Franz Kaiser depuis l'observatoire d'Heidelberg. Sa désignation provisoire était 1913 SV.

## Nom
Le nom Mattiaca est dérivé de Mattiacum, le nom latin de Wiesbaden.